# Sergio Moro
Sergio Fernando Moro (Maringá, 1º agosto 1972) è un giurista e politico brasiliano, già ministro della giustizia del Brasile nel governo Bolsonaro, ex giudice federale del Tribunale federale di Curitiba e in precedenza professore all'Università federale del Paraná.

## Biografia
Nasce a Maringá, Brasile, da Dalton Moro, professore di Geografia e Odete Starke. La sua famiglia ha origini italiane, tedesche, portoghesi, spagnole e polacche. I suoi antenati italiani, Giuseppe Moro e Margherita Novello venivano da Breganze in provincia di Vicenza.
Laureato nel 1995 presso l'Universidade Estadual de Maringá, nel 1996 diviene giudice federale. Dal 2007 insegna anche diritto processuale penale all'Università federale del Paraná, la più antica del paese.
Moro ha acquisito notorietà internazionale per l'operazione "Lava Jato", un caso di scandali di corruzione di alto profilo che hanno coinvolto funzionari governativi e dirigenti aziendali.
Moro ha condotto, da marzo 2014, il processo in primo grado dei crimini identificati nell'operazione Lava Jato che, secondo il pubblico ministero federale, è il più grande caso di corruzione e riciclaggio di denaro mai rilevato in Brasile, coinvolgendo un gran numero di politici, appaltatori e aziende. Il 12 luglio 2017, ha condannato l'ex presidente Lula a nove anni e sei mesi di prigione, ed è stata la prima volta nella storia del Brasile che un ex presidente della Repubblica è stato condannato penalmente, condanna confermata poi in seconda istanza.
In occasione dell'insediamento ministeriale, Moro ha ricordato le figure di Giovanni Falcone e Paolo Borsellino, definendoli juízes heróis.
Moro è stato spesso accostato ad Antonio Di Pietro, essendosi entrambi dedicati all'attività politica dopo aver condotto inchieste che hanno coinvolto esponenti politici di primo piano. I sostenitori di Lula replicano che, in questo caso, Mani Pulite avrebbe ispirato un colpo di stato in Brasile.
Nel novembre 2018 il neo presidente Jair Bolsonaro, poco dopo l'elezione, nomina Moro come ministro della giustizia del Brasile.
La scelta ha scatenato numerose polemiche, dato che Bolsonaro è asceso al potere nelle prime elezioni dopo lo scandalo di Lava Jato avviato da Moro, che ha notevolmente ridimensionato i partiti tradizionali del Paese.
Il 9 giugno 2019 il giornale online The Intercept Brasil ha pubblicato un'inchiesta chiamata Vaza jato basata sull'intercettazione delle chat private del giudice Sergio Moro nell'App Telegram, dove Moro suggerisce ai procuratori della Lava Jato chi condannare nel processo dell'ex presidente Lula. La divulgazione delle chat private ha aperto un grande dibattito nei media brasiliani sulla mancata imparzialità del giudice che ha condannato Lula. Tale parzialità e i fini politici sono stati dimostrati e enunciati dalla successiva sentenza del Tribunale Supremo del Brasile del 7 marzo 2021, in cui Lula viene prosciolto da ogni accusa e si evidenzia invece sia la incompetenza territoriale e materiale del tribunale di Curitiba, sia che procuratori e giudici dei processi avevano fabbricato prove false e un verdetto viziato da parzialità di giudizio. La sua condotta nei processi contro Lula è stata condannata dal Comitato per i diritti umani delle Nazioni Unite.
Il 24 aprile 2020 Moro ha rassegnato le dimissioni da Ministro, durante una conferenza stampa da lui indetta a Brasilia nella quale ha denunciato i tentativi per lui inaccettabili di interferenze del presidente Bolsonaro nella sua attività giuridica, anche se la stampa ha talvolta messo in dubbio l'adeguatezza della motivazione.